# Ганнибалиан Старший
Флавий Ганнибалиан или Ганнибаллиан Старший (также — Аннибалиан) (лат. Flavius Hannibalianus) — единокровный младший брат римского императора Константина I.
Был одним из шести детей Констанция I Хлора и его второй жены Феодоры. Возможно он был их третьим сыном. Об этом человеке практически ничего не известно. Умер он, очевидно, до 337 года, так как не упоминается в источниках в связи событиями 337 года, когда после смерти Константина Великого были уничтожены практически все его родственники-мужчины. Ганнибалиан скорее всего умер молодым, так как не известна ни одна запись, где упоминались занимаемые им должности. В честь него его брат Далмаций Старший назвал своего сына.